# Länsväg 263
De Zweedse weg 263 (Zweeds: Länsväg 263) is een provinciale weg in de provincies Stockholms län en Uppsala län in Zweden en is circa 44 kilometer lang.

## Plaatsen langs de weg
- Märsta
- Sigtuna (stad)
- Hjälstaby en Vängsta

## Knooppunten
- E4 bij Märsta (begin)
- Länsväg 273 bij Märsta
- Länsväg 255 bij Märsta
- Länsväg 269
- Riksväg 55 bij Hjälstaby (eind)